# Riachinho (kommun i Brasilien, Tocantins)
Riachinho är en kommun i Brasilien.   Den ligger i delstaten Tocantins, i den centrala delen av landet, 1 000 km norr om huvudstaden Brasília. Antalet invånare är 4 183.
Omgivningarna runt Riachinho är huvudsakligen savann. Runt Riachinho är det mycket glesbefolkat, med 7 invånare per kvadratkilometer.